# Meletmez
Meletmez ist ein Ortsteil (Mahalle) im Landkreis Karataş der türkischen Provinz Adana mit 82 Einwohnern (Stand: Ende 2024). Im Jahr 2011 hatte der Ort 72 Einwohner.